# Leszek Drogosz
Leszek Melchior Drogosz (6 de enero de 1933 - 7 de septiembre de 2012) fue un boxeador y actor polaco.
Drogosz nació en Kielce. Él ganó tres veces la medalla de oro en el Campeonato Europeo de Boxeo Amateur en la división de peso superligero de Varsovia 1953 y Berlín del Oeste 1955, y en la división de peso wélter en Lucerna 1959. Participó en los Juegos Olímpicos de Helsinki 1952, Melbourne 1956 y Roma 1960. Ganó la medalla de bronce en los Juegos Olímpicos de Roma 1960.
Fue ocho veces ganador del Campeonato de Boxeo de Polonia (1953, 1954, 1955, 1958, 1960, 1961, 1964, 1967).
Después de su carrera en el boxeo, Drogosz se convirtió en actor de películas polacas. Él actuó en quince películas. En 1966 apareció en la película Bokser dirigida por Julian Dziedzina. Dos veces actuó en películas dirigidas por Andrzej Wajda, en Polowanie na muchy de 1969, y Paisaje después de la batalla de 1970.
Fue el ganador del Premio de Boxeo, Aleksander Reksza en 1992.